# Hochschulbibliothek der Technischen Hochschule Brandenburg

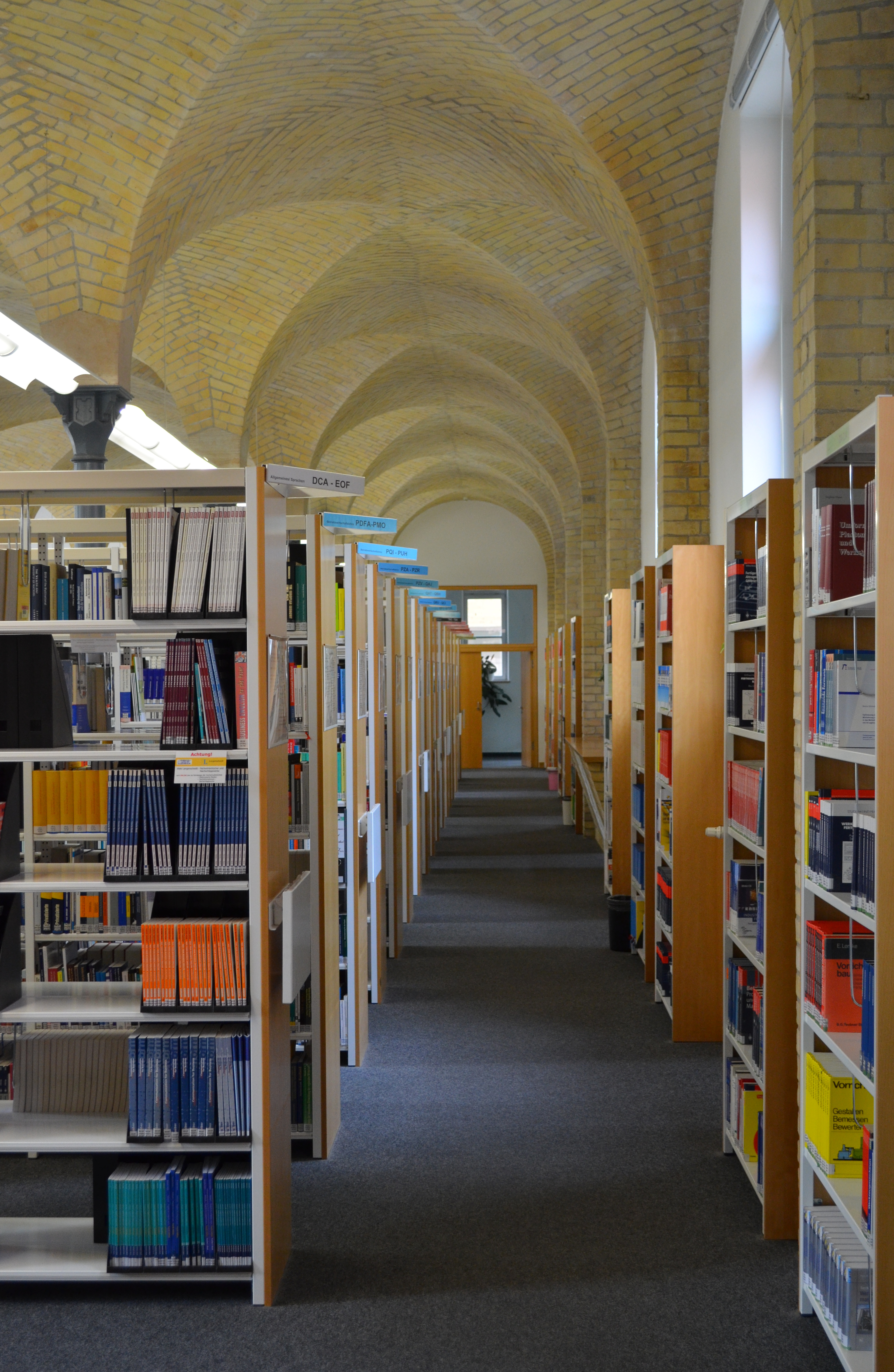
Freihandbereich

Die Hochschulbibliothek der Technischen Hochschule Brandenburg ist Teil des Zentrums für Information, Medien und Kommunikation. Sie stellt Medien und Informationsdienstleistungen für Forschung, Lehre, Aus-, Weiter- und Fortbildung an der Hochschule sowie für die Nutzer der Region bereit. Der Bestand wird analog der fachlichen Ausrichtung der Technischen Hochschule Brandenburg für die Fachbereiche Technik, Wirtschaft und Informatik aufgebaut.
Die Hochschulbibliothek ist Teil der Informationsinfrastruktur in der Stadt Brandenburg und der Region, bundesweit besteht Mitarbeit im Kooperativer Bibliotheksverbund Berlin-Brandenburg (KOBV), der sie u. a. auch im Bereich des elektronischen Publizierens (Hosting und technische Betreuung des Publikationsservers) unterstützt. Im Rahmen der strategischen Allianz tritt der Bibliotheksverbund Bayern (BVB) als Application Service Provider (ASP) auf. Im Foyer der Hochschulbibliothek werden Foto- bzw. Kunstausstellungen gezeigt, die das regionale Kunstschaffen widerspiegeln. Die Hochschuldruckerei der TH Brandenburg gehört zur Hochschulbibliothek und erbringt Druckleistungen für die Hochschule.

## Geschichte
Die Hochschulbibliothek wurde als Hochschulbibliothek der Fachhochschule Brandenburg 1992 gegründet. Seit 1996 ist sie in einem früheren Pferdestall, der zur Kürassierkaserne gehörte, auf dem Campus untergebracht.

## Bestand und Nutzung
Die Bibliothek verfügt über einen Bestand von ca. 70.000 Printmedien, 637 Print- und elektronischen Zeitschriften sowie relevanten Fachdatenbanken. Die Aufstellung erfolgt nach dem Freihandprinzip, gebundene Zeitschriften und Medien mit einem Erscheinungsjahr vor 1992 befinden sich im Magazin und sind auf Anforderung erhältlich. Die Hochschulbibliothek verzeichnet ca. 40.000 Ausleihen pro Jahr, hinzu kommen ca. 145.000 Aufrufe von digitalen Einzeldokumenten.